# Brian Krolicki

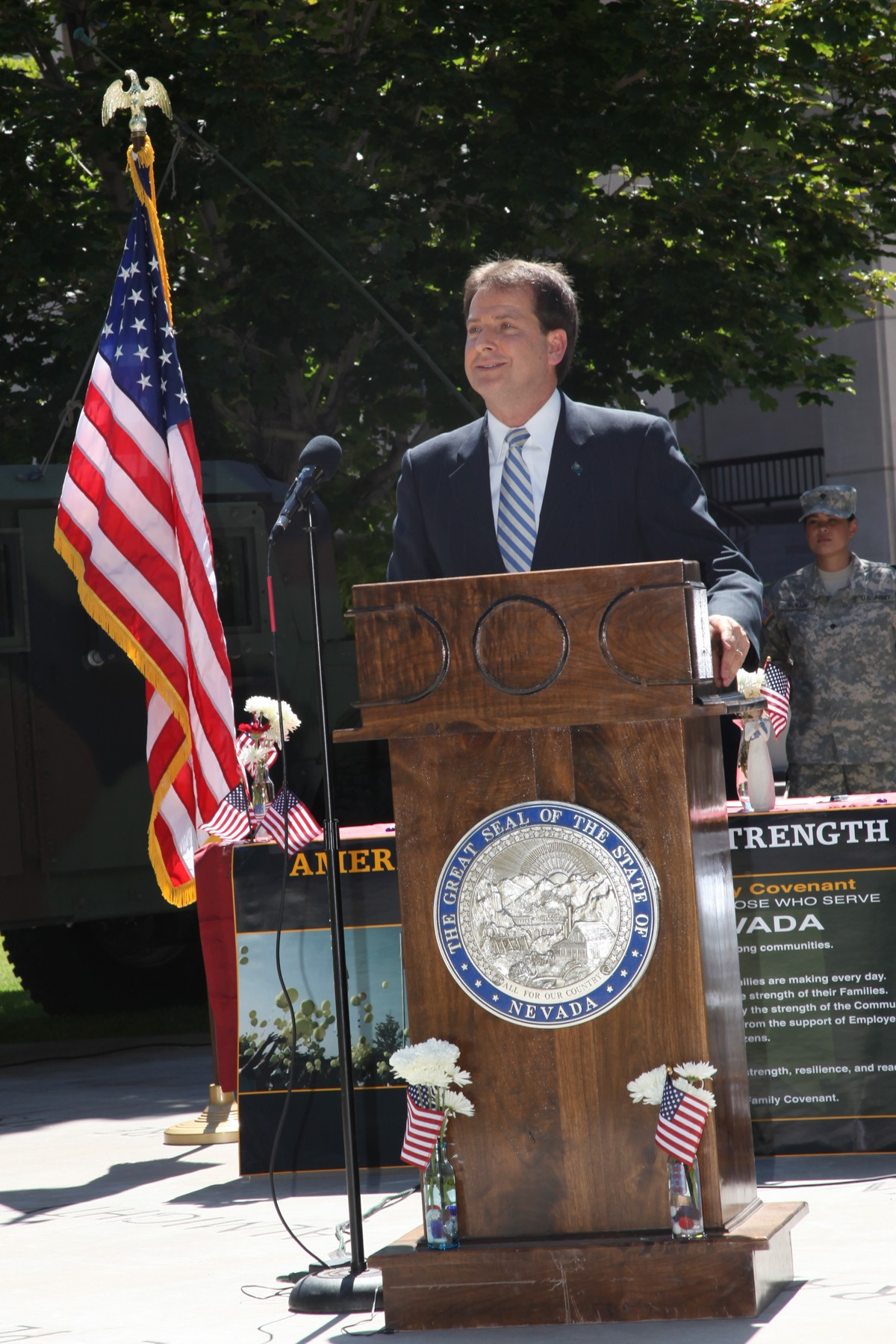
Brian Krolicki (2009)

Brian K. Krolicki (* 31. Dezember 1960 in Warwick,  Rhode Island) ist ein US-amerikanischer Politiker. Zwischen 2007 und 2015 war er  Vizegouverneur des Bundesstaates Nevada.

## Werdegang
Brian Krolicki besuchte bis 1979 die  Parkway West High School in Ballwin (Missouri). Anschließend studierte er bis 1983 an der Stanford University in Kalifornien politische Wissenschaften. Danach arbeitete er in der Bank- und Finanzbranche in New York City, San Francisco und Bahrain. Politisch schloss er sich der Republikanischen Partei an. Von 1990 bis 1998 war er stellvertretender Finanzminister von Nevada; zwischen 1999 und 2007 war er als State Treasurer Finanzminister dieses Staates.  2008 wurde er wegen Unregelmäßigkeiten während seiner Zeit in diesem Amt angeklagt, aber freigesprochen.
2006 wurde Krolicki an der Seite von Kenny Guinn zum Vizegouverneur des Staates Nevada gewählt. Dieses Amt bekleidet er nach einer Wiederwahl seit 2007 bis voraussichtlich Januar 2015. Dabei ist er Stellvertreter des Gouverneurs und Vorsitzender des Staatssenats. Seit 2011 dient er unter dem neuen Gouverneur Brian Sandoval. Eine Wiederwahl zum Vizegouverneur im Jahr 2014 ist aus verfassungsrechtlichen Gründen nicht möglich. Daher musste er im Januar 2015 sein Amt an seinen gewählten Nachfolger Mark Hutchison abtreten.